# 幽暗地域
幽暗地域（Underdark）是角色扮演游戏《龙与地下城》中，位于被遗忘的国度地下的一个世界。这个世界由大大小小的洞穴和窟洞，以及串联它们的隧道组成。
幽暗地域中存在很多生命，并且也存在很多的城市。这些城市大多是由一些邪恶的种族建造的。最大的城市是卓尔精灵的魔索布莱城（Menzorberranzan）。此外还有地底侏儒的布灵登石城。
在幽暗地域中，不同种族之间以双臂交叉横在胸前作为表示和平的姿势。

## 幽暗地域中的生物
幽暗地域中的生物有
- 灰矮人（Grey Dwarf）
- 寇涛鱼人（Kuo-toa）
- 卓尔精灵（Drow），他们是幽暗地域中最有文化的生物
- 蜘蛛
- 地底蜥蜴：经常作为卓尔精灵的坐骑
- 疾鼠：地底蜥蜴最爱吃的食物
- 地精
- 半兽人
- 洛斯兽（Rothé）：卓尔精灵的家畜
- 熊地精(Bugbear)
- 尖叫蕈
- 灵吸怪
- 地底侏儒
- 穴钓蟹
- 恐爪怪
- 石化蜥蜴
- 蕈人
- 食苔虫
- 岩精
- 鸦人

幽暗地域中的生物大多拥有夜视能力，可以用红外线来察觉生物所造成的温度异常。